# H5N1-chronologie
Deze pagina bevat een chronologisch overzicht van de ontwikkelingen rond het H5N1-virus.

## 1996
Het virus is voor het eerst waargenomen in China in gevogelte.

## 1997
Het virus leidt tot grote paniek in Hongkong. Duizenden vogels en pluimvee worden vernietigd nadat enkele mensen besmet zijn geraakt met het virus teneinde een panzootie (pandemie onder verschillende diersoorten in een groot gebied) te voorkomen. Daarnaast was het zaak om te voorkomen dat het virus definitief naar de mens zou overspringen.

## 2002
Algemeen wordt aangenomen dat het H5N1 virus door "antigene drift" zich in 2002 gemuteerd heeft tot het type die medio 2004 menselijke slachtoffers begint te maken. Het virus staat nu bekend als Genotype Z van het H5N1 virus. Genotype Z is hoog pathogeen en is ontstaan uit andere hoog pathogene genotypen van het virus.
Genotype Z is de nu dominate variant van het H5N1 virus en endemisch in gevogelte in Zuid-Azië. Hierdoor wordt het risico op een uiteindelijke pandemie onder mensen alleen maar groter.

## 2004
Sinds begin 2004 zijn er ruim 65 mensen overleden aan het vogelpestvirus in Thailand, Cambodja, Vietnam, China en Indonesië.
Op 6 februari 2004 maakte de FAO, de voedsel- en landbouworganisatie van de Verenigde Naties, bekend dat onderzoekers in Vietnam sporen hebben gevonden van H5N1 bij varkens.
Op 16 februari 2004 werd in Bangkok, Thailand bekendgemaakt dat op 27 januari een luipaard aan een infectie met het H5N1-virus was bezweken en dat een tijger herstellende was van hetzelfde virus.

## 2005
In 2005 was er een massale uitbraak van het H5N1-virus onder trekvogels aan het Qinghai-meer in Zuid-China. De Chinese overheid geeft weinig medewerking aan het onderzoek. Het virus hier was de H5N1 RK7 variant, de meest agressieve tot op heden. Deze kan worden overgedragen van vogels op mensen. Het kan echter niet worden overgedragen van mensen op mensen of van mensen op vogels. De vrees bestaat dat dit na mutatie van het virus echter wel het geval zal zijn.
In oktober 2005 werd het H5N1-virus ontdekt bij vogels in Turkije, Roemenië, Zweden, Chios (Griekenland), Groot-Brittannië en Kroatië en in december op het Oekraïense schiereiland de Krim.

## 2006

### januari
Begin januari 2006 zijn in Oost-Turkije, tegen de Iraanse grens aan, drie kinderen van 11, 14 en 15 overleden aan het H5N1 virus. Zij leefden op een boerderij waar ze waarschijnlijk veelvuldig in contact stonden met besmet pluimvee. Het waren de eerste doden in Turkije als gevolg van de vogelgriep en de eersten die buiten Zuidoost-Azië en China vielen. Op 14 januari werd een Belg opgenomen in het ziekenhuis met de verschijnselen van H5N1. Later bleek echter dat het niet om vogelgriep ging, aldus minister van Volksgezondheid Rudy Demotte op een hiervoor belegde persconferentie.
In de eerste weken van 2006 heeft het H5N1-virus ook de kust van Afrika weten te bereiken.

### februari
Op 14 februari 2006 is het virus in Oostenrijk geconstateerd en op 15 februari op het Duitse eiland Rügen. Ook bestaan er verdenkingen dat er knobbelzwanen aan het vogelgriepvirus overleden zijn in de Flevopolder (16 februari 2006). Na nader onderzoek (18 februari 2006) is gebleken dat de dieren niet besmet waren met het H5N1-virus. Veel landen hebben de ophokplicht nu op 20 februari gezet.
De diagnose van besmetting met het virus is complex en de incubatietijd is zeer kort. Een Amerikaans bedrijf beweert een vaccin te hebben ontwikkeld tegen het H5N1 virus, die ook binnen een maand kan worden ontwikkeld. Ze verwachten dat het vaccin in 2007 op de markt komt.
Op 18 februari 2006 wordt in de Indiase stad Bhopal vastgesteld dat het vogelgriepvirus H5N1 ook in India is beland. Het virus verspreidt zich dus behoorlijk snel. Onderzoekers van een laboratorium in Bhopal hebben dat onderzocht. In het westen van het land is het ook gevaarlijke virus voor mensen opgedoken. De afgelopen week gingen er zo'n 50.000 kippen dood in het gebied. Enkele van die kippen bleken het H5N1-virus te hebben. Het getroffen gebied is inmiddeld afgegrendeld. In India worden momenteel mensen onderzocht die symptomen vertonen van het virus.
Op 18 februari 2006 maakte het Franse ministerie van Landbouw bekend dat ook in Frankrijk de voor mensen gevaarlijke vogelgriepvirusvariant H5N1 aangetroffen is. Een dode wilde eend werd nabij Lyon gevonden en men is er vrij zeker van dat het bij deze eend om de H5N1-variant van het vogelgriepvirus gaat. De Franse autoriteiten hebben eerder al de gebruikelijke voorzorgsmaatregelen getroffen rondom de plaats waar de dode eenden werden aangetroffen. Het betreft onder meer het instellen van een stalplicht in een zone van drie kilometer en een surveillancezone van tien kilometer.
Op 28 februari 2006 maakte het 'Duitse Instituut voor Diergezondheid' bekend dat op het Duitse eiland Rügen in de Oostzee een dode kat is gevonden besmet met het H5N1-virus. Het is voor zover bekend de eerste keer dat in Duitsland het virus op een zoogdier is aangetroffen. In Azië waren al gevallen bekend van katten die besmet waren met H5N1 doordat ze geïnfecteerde vogels hadden gegeten.

### maart
Op 2 maart is door de Duitse dierenbescherming bekendgemaakt dat veel Duitse kattenzitters van hun kat af willen. Sommigen zijn zelfs bereid veel geld te betalen aan dierenartsen om hun kat(ten) in te laten slapen. Dit alles is naar aanleiding van de vondst van een dode kat die bezweken is aan het H5N1 virus.
Dezelfde dag heeft de Duitse minister van landbouw Seehofer bevestigd dat er 140 besmettingen van vogels (en een kat) met het H5N1 virus zijn geconstateerd.
Wetenschappers uit Zweden en Hongkong poneren op 3 maart de stelling dat mensen die besmet zijn met het H5N1 virus wellicht genezen kunnen worden door chemotherapie. De besmetting met het H5N1 virus leidt, net als de ziekte HLH (haemophagocytic lymphohistiocytosis) tot een overmatige productie van witte bloedcellen. Dit kan vaak bestreden worden door middel van chemotherapie.
De wetenschappers merken wel op dat hun stelling een hypothese is. Volgens de wetenschappers is het belangrijk om naar nieuwe behandelmethoden te zoeken aangezien het virus een hoge mortaliteit heeft en het een pandemie zou kunnen veroorzaken.
Op 6 maart heeft het Ministerie van Landbouw in Frankrijk bekendgemaakt dat op 28 februari in Marseille een dode wilde zwaan met het H5N1 virus is aangetroffen in het Berre-meer. Op dezelfde dag wordt bekend dat in Polen twee dode zwanen zijn gevonden met H5N1 en in Oostenrijk 3 levende katten, allen besmet met H5N1. De reden waarom de katten getest werden op H5N1 is (nog) niet bekend, wel dat ze in leven waren op het moment dat het virus bij hen werd aangetoond.
Op 7 maart is bekend geworden dat de Oostenrijkse katten getest zijn op H5N1 omdat zij in hetzelfde asiel verbleven waar eerder in februari besmette kippen zijn aangetroffen. Deze kippen waren waarschijnlijk besmet door wilde zwanen met H5N1 die voor de kippen in de kooien hebben gezeten. Zowel de zwanen als de kippen zijn afgemaakt. Twee van de drie katten in asiel Noach's Ark, nabij Graz lijken de virusinfectie te hebben overwonnen.

## 2007
In december wordt vogelgriep vastgesteld op twee kalkoenboerderijen nabij Płock, in het centrum van Polen.
Eind december 2007 maakte het Egyptische ministerie van Gezondheid bekend dat er vier mensen binnen een week aan de H5N1-variant zijn overleden.

## Nadien
Het virus is tot 2023 waargenomen in meer dan 20 Europese landen:
Nederland,
Engeland, Polen, Rusland, Duitsland, Frankrijk, Griekenland, Slowakije, Bosnië, Kroatië, Hongarije, Oostenrijk, Slovenië, Italië, Roemenië, Turkije, Oekraïne, Cyprus, Bulgarije, Zwitserland, Denemarken, Tsjechië, Zweden, en Schotland
Op 27 september 2022 heeft het Spaans Nationaal Centrum voor Microbiologie een besmetting bevestigd bij werknemer van een pluimveebedrijf waar de ziekte was uitgebroken onder de vogels.